# Edgar Savisaar
Edgar Savisaar, född 31 maj 1950 i Harku, död 29 december 2022 i Tallinn, var en estnisk politiker. Han var aktiv i kommunistpartiet under sovjetstyret, och var vice premiärminister och chef för statsplanekommissionen i Estland 1989–1990. Han var sedan det självständiga Estlands första premiärminister 1991–1992, och landets inrikesminister 1995. Från 2001 till 2004 och 2007 till 2015 var han borgmästare i Tallinn. Savisaar var från partiets bildande 1991 fram till 2016 partiledare för Estniska centerpartiet, och efterträddes därefter på partiledarposten av Jüri Ratas.